# Sveta Marija
Sveta Marija ali Blažena Devica Marija ali Mati Božja (hebrejsko in aramejsko מרים‎ Maryām, starogrško Μαριαμ Mariam ali starogrško Μαρια Maria; latinsko Maria, مريم Maryam), po krščanskem in muslimanskem verovanju mati Jezusa Kristusa in žena tesarja Jožefa iz Nazareta, * med 25 pr. n. št. in 20 pr. n. št., Palestina, † (?, po krščanskem verovanju vnebovzeta). 
Sveto Marijo verniki nazivajo poleg drugih imen še Gospa in tudi Marija Božja mati (Bogorodníca iz starogrško Θεοτόκος Theotókos), še posebno veliko različnih nazivov pa poznajo litanije, kakršne so Litanije Matere Božje. V izrazoslovju umetnostne zgodovine je podobo Marije pogosto v uporabi izraz Madona (italijansko za Moja Gospa).

## Življenjepis
O Marijinem življenju je malo znanega. Sveto pismo jo predstavi skopo in zlasti v senci njenega sina Jezusa. Če želimo izvedeti kaj več, moramo poleg navedb Svetega pisma upoštevati tudi apokrifne vire, zlasti apokrifni Jakobov protoevangelij iz 2. stoletja in krščansko izročilo.
Iz teh dodatnih virov izvemo imeni Marijinih staršev: Joahim in Ana. Izvemo tudi, da je bila Marija še precej mlada, ko je rodila Jezusa: verjetno le okoli 14 let.
Žal iz virov ne izvemo niti datuma Marijinega rojstva (Cerkev praznuje Marijin rojstni dan na mali šmaren - 8. septembra) niti datuma smrti. Številni kristjani celo trdijo, da Marija sploh ni umrla, ampak je bila vzeta s telesom neposredno v nebesa (glej spodaj: Marijino vnebovzetje).
Glede Marijinega življenja po Jezusovem križanju so izročila sploh zelo neenotna. Nekateri kristjani trdijo, da je Marija do konca življenja živela v Jeruzalemu. Po verovanju drugih kristjanov je Marija preživala zadnja leta svojega življenja v bližini Efeza, kamor jo je odpeljal apostol Janez. Danes si številni turisti pridejo ogledat Hišo Device Marije, ki stoji blizu Efeza, 7km od mesta Selçuk (Turčija). To hišo si je 29. novembra 2006 ogledal tudi papež Benedikt XVI. na svojem obisku v Turčiji.
V Međugorju, romarskem kraju domnevnega marijinega prikazovanja v Bosni in Hercegovini, naj bi Marija Vicki, to je ena izmed šestih medžugorskih vidcev, zaupala svoj življenjepis. To naj bi se zgodilo med prikazovanji v letih med 1982 - 1984, in sicer naj bi Marija svoj življenjepis Vicki narekovala, ta pa ga je po nareku zapisovala v zvezke. Dobila naj bi še naročilo, da ga sme objaviti šele, ko ji bo Marija to posebej sporočila, torej, ko bo nastopil pravi čas. Do tedaj se po njeni pripovedi to sploh ne bi moglo pripetiti, saj bi vsak zlohoten poizkus bil po Božjem posredovanju onemogočen. Do sedaj življenjepis še ni bil objavljen, čeprav so nekateri novinarji že prosili vidkinjo Vicko, naj jim izda kakšno, četudi najmanjše dejstvo.

## Marija v Svetem pismu
V Svetem pismu sta opisana le dva dogodka, v katerih je Marija v glavni vlogi. To sta Marijino oznanjenje in obiskovanje Elizabete.
1. Marijino oznanjenje imenujemo dogodek, ko se je nadangel Gabriel pojavil pred Marijo in jo pozdravil z besedami, ki so pozneje postale začetek molitve Zdravamarija: »Pozdravljena, obdarjena z milostjo, Gospod je s teboj!« (starejši prevod: »Zdrava, milosti polna, Gospod je s teboj!«). Potem ji je oznanil, da jo je Bog izbral, da bo rodila sina, ki bo Sin Najvišjega. Marija je bila takrat zaročena z Jožefom, vendar še nista imela spolnih odnosov, zato se je začudila, a je takoj sprejela Božjo voljo (Lk 1,26-38). Angel je dogodek razložil tudi Jožefu, ki je potem vzel Marijo k sebi in skrbel za otroka - Jezusa (Mt 1,18-24).
2. Kmalu po tem je noseča Marija obiskala svojo sorodnico Elizabeto, ki je bila tudi noseča (njen otrok je kasneje postal znan kot Janez Krstnik). Elizabeta jo je pozdravila z besedami: »Blagoslovljena ti med ženami in blagoslovljen sad tvojega telesa!« (Lk 1,39-45). Marija je v odgovor povedala hvalnico, ki je v krščanstvu znana kot Magnificat (latinsko magnificat - poveličuje) in se začne z besedami: »Moja duša poveličuje Gospoda in moj duh se raduje v Bogu, mojem Odrešeniku.« (Lk 1,46-56).

Marija se pojavlja v Svetem pismu še večkrat, a nikoli več v glavni vlogi.

## Krščansko verovanje o Mariji
Kristjani so že od začetka verovali v celo vrsto čudežev povezanih z Jezusom in Marijo. Ker so se ta verovanja izoblikovala še pred velikim razkolom, so praktično enaka v Rimskokatoliški Cerkvi, v katoliških Cerkvah vzhodnega obreda in v pravoslavnih Cerkvah. Protestanti so razvili svoj pogled na Marijo kot kritiko Rimskokatoliške Cerkve (glej spodaj poglavje Odnos protestantov do Marije).

### Marija Božja mati
Kristjani so že v začetku verovali, da je bil Jezus Božji sin, hkrati pa tudi sam ena od treh Božjih oseb - Bog Sin. Zato so Marijo začeli imenovati Božja mati ali Bogorodnica oziroma Božja porodnica (starogrško Θεοτόκος, Theotokos]. Proti temu poimenovanju je v letu 428 nastopil Nestor, ki je trdil, da je bila Marija le mati človeškega dela Jezusa, ne pa tudi mati Boga. Tretji ekumenski koncil v Efezu leta 431 je Nestorjevo pojmovanje obsodil kot krivoverstvo in potrdil, da je pravilno imenovati Marijo Božja mati, ker je Jezus hkrati človek in Bog. Rimskokatoliška cerkev praznuje praznik Marije Božje matere 1. januarja.

### Marijino devištvo
Po zgoraj opisanem poteku Marijinega oznanjenja je bila Marija ob oznanjenju še devica. Številni kristjani dodatno verujejo, da je Marija ostala devica tudi še pozneje (nauk o devištvu pred porodom, med porodom in po njem), zato Marijo imenujejo tudi (Pre)Blažena Devica ali (Pre)Sveta Devica (izraz Devica lahko celo nadomešča osebno ime). Številni protestanti trdijo, da Marija ni bila celo življenje devica, saj Sveto pismo navaja, da je imel Jezus brate in sestre (glej: Jezusov življenjepis).

### Marijino vnebovzetje
V Rimskokatoliški Cerkvi velja dogma o Marijinem vnebovzetju. Razglasil jo je papež Pij XII. dne 1. novembra 1950 v encikliki Munificentissimus Deus. Pri razglasitvi te dogme je papež uporabil načelo papeške nezmotljivosti. To je tudi zadnja razglasitev verske dogme v RKC do zdaj.
Dogma govori o tem, da je bila Marija s telesom vzeta v nebesa. Dogma ne razloži, ali je Marija umrla in bila potem obujena in v nebesa vzeta s svojim poveličanim telesom ali pa ji je bilo prihranjeno trpljenje smrti in je bila v nebesa vzeta neposredno. Razglasitev te dogme ni nekakšen preobrat v krščanskem verovanju, saj je praznik Marijinega Vnebovzetja (veliki šmaren - 15. avgust) razglasil že papež Sergij I. in zato v Marijino vnebovzetje verujejo tudi številni pravoslavni kristjani, le da o dogodku po navadi govorijo kot o zaspanju Device Marije.

### Marijino brezmadežno spočetje
Tudi dogma o Marijinem brezmadežnem spočetju je posebnost Rimskokatoliške Cerkve. Razglasil jo je papež Pij IX. dne 8. decembra 1854 v encikliki Ineffabilis Deus. S tem je zaključil dolgo razpravo o vprašanju ali je bila Marija (kot edina med ljudmi) že v trenutku spočetja obvarovana izvirnega greha in že v materinem telesu napolnjena z Božjo milostjo. Dogma o brezmadežnem spočetju to prepričanje potrjuje. Praznik brezmadežnega spočetja praznuje Rimskokatoliška cerkev na dan 8.decembra, ki je obletnica razglasitve dogme, hkrati pa je točno devet mesecev pred praznikom Marijinega rojstva. Štiri leta po razglasitvi te dogme, se je Marija v Lourdesu prikazala Bernadetti Soubirous in jo pozdravila z besedami: Jaz sem Brezmadežno Spočetje. Pravoslavni kristjani in protestanti dogme o Marijinem brezmadežnem spočetju ne priznavajo (ker se jim ne zdi potrebna).

## Odnos protestantov do Marije
Protestanti Marijo večinoma zelo spoštujejo, navedimo samo misli dveh od ustanoviteljev protestantizma:
- Martin Luter: »Marije nikoli ne moremo dovolj spoštovati.«
- Jean Calvin: »Ne moremo zanikati, da je Bog Mariji izkazal najvišjo čast, ko jo je izbral za mater svojega sina.«

Po drugi strani pa protestanti očitajo katoliški tradiciji, češ da Marijo včasih povzdiguje na skoraj enako raven z Bogom. Katoličani te očitke zavračajo kot neutemeljene ter jih imajo za predsodek. Vsi kristjani se namreč strinjajo v tem, da bi bilo Marijo ali katerokoli stvar po Božje častiti kršitev druge med Božjimi zapovedmi: Ne imej drugih bogov. V nekem smislu danes že tudi nekateri protestantje sprejemajo češčenje Marije kot Božje matere. 
Protestanti zavračajo tudi češčenje svetnikov in svetih podob.

## Marija v Islamu
Muslimani izkazujejo Mariji posebno čast, saj je edina ženska, ki ji je v Koranu posvečeno celo poglavje (19. sura, z naslovom Marjam / Marija). V arabščini se imenuje مريم Maryam in je omenjena kot mati preroka Jezusa (Isa) (عيسى‎). Koran navaja tudi, da je bila Marija ob Jezusovem rojstvu devica, pač pa islam ne pripisuje božanskih lastnosti niti Jezusu niti Mariji. O Jezusu in Mariji, kot tudi o kristjanih, govori zlasti 5. sura.

## Marijini prazniki
Cerkveni koledar pozna naslednje Marijine praznike:
| Datum                 | Praznik                                                      |
| --------------------- | ------------------------------------------------------------ |
| 1. januar             | Božja mati                                                   |
| 23. januar            | zaroka Jožefa in Marije                                      |
| 11. februar           | Lurška Mati Božja                                            |
| 16. marec             | Mati usmiljenja                                              |
| 25. marec             | Marijino oznanjenje (Anunciata)                              |
| 16. april             | Mati dobrega svéta                                           |
| 6. maj                | Srednica vseh milosti                                        |
| 8. maj                | Pompejska Mati Božja                                         |
| 14. maj               | Kraljica in Mati na Vejni                                    |
| 24. maj               | Pomočnica kristjanov (Marija Pomagaj)                        |
| 30. maj               | Marijino obiskanje                                           |
| 9. junij              | Mati milosti Božje                                           |
| 20. junij             | Marija Tolažnica (Konsolata)                                 |
| dan po binkoštih      | Marija Mati Cerkve                                           |
| dan po Srcu Jezusovem | Brezmadežno Srce Marijino, Svetogorska Mati Božja            |
| 16. julij             | Karmelska Mati Božja                                         |
| 2. avgust             | Marija Angelska (Porcijunkula)                               |
| 5. avgust             | Marija Snežna (Nives)                                        |
| 15. avgust            | Marijino vnebovzetje (veliki šmaren)                         |
| 22. avgust            | Marija Kraljica                                              |
| 26. avgust            | Čenstohovska Mati Božja                                      |
| 8. september          | Marijino rojstvo (mali šmaren)                               |
| 12. september         | Marijino ime                                                 |
| 15. september         | Žalostna Mati Božja (Sočutna, Marija Sedem žalosti, Dolores) |
| 19. september         | Saletska Mati Božja                                          |
| 24. september         | Rešiteljica jetnikov (Mercedes)                              |
| 7. oktober            | Roženvenska Mati Božja                                       |
| 13. oktober           | Fatimska Mati Božja                                          |
| 21. november          | Marijino darovanje                                           |
| 27. november          | Brezmadežna s čudodelno svetinjo                             |
| 8. december           | Marijino brezmadežno spočetje                                |
| 10. december          | Loretska Mati Božja                                          |
| 12. december          | Gvadalupska Mati Božja                                       |
| 18. december          | Pričakovanje poroda Device Marije                            |

## Galerija
- Otroštvo Device (Francisco de Zurbarán, med 1658 in 1660)
- Devica v molitvi (Giovanni Battista Salvi, med 1640 in 1650)
- Devica Marija v molitvi (Piotr Stachiewicz, pred 1938)
- Madonna (Richard Geiger, pred 1945)
- Madonna (Paul Delaroche, 1844)
- Pietá (William Bouguereau, 1876)
- Kraljica angelov (William Bouguereau, 1900)
- Madonna z Detetom (Duccio, med 1283 in 1284)